# Y染色體亞當
Y染色體亞當（Y-chromosomal Adam），或稱Y-MRCA，在遺傳學上，由人類Y染色體DNA單倍型類群推測出的所有現存男性在父系上的最近共同祖先，從他遺傳Y染色體。Y染色體亞當相對於粒線體夏娃。与线粒体夏娃一样，“Y染色体亚当”也不是永久固定的，而会随父系血统的灭亡或发现而在人类史进程中进退。
随着对现代人类遗传学认识的加深，对Y染色体亚当生活时间的估计也在变化，例如2013年发现了新的Y染色体单倍群，
使得Y-MRCA的年代略有调整。
由定义，Y-MRCA与mt-MRCA不一定生活在同一时代。
截至2014年的估计表明这两个个体很可能大致同时代。新Y染色体单倍群的发现将Y-MRCA的估计年龄前推到20万到30万年前，与早期现代人的出现时间大致吻合。
西班牙Sidrón洞的尼安德特人身上的Y染色体数据显示，尼安德特人和智人的Y-T-MRCA约在58.8万年前，是在Y-MRCA之前27.5万年，称作前亚当（ante Adam）。

## 定义
由于Y-MRCA是由目前在世的人群定义的，因此其身份是受时间影响的（取决于“目前”的时间）。Y-MRCA至少要有两个儿子，且血统不中断地延续至今。任何特定人群的Y-MRCA都可能是拥有更遥远Y-MRCA的人群的一部分。
Y染色體亞當虽然是以《創世記》中的亞當來命名，但這個名稱并不是指Y染色體亞當是當時唯一的男性，而是指他的Y染色體流传至今、是现代男性的父系最近共同祖先。事實上，其他同期男性的其他基因也流传至今，只是他们的Y染色體没有留传到现代，也就是他们纯粹的直系男嗣已经中断，但通过女性后人繁衍下来的其他后代依然存在。
Y染色體亞當在人類传说中的亞當並非同一人，所有現今人類的Y染色體亞當有可能會與過去或未來人類的Y染色體亞當有所不同。如果其中一支较远的Y染色体单倍群在后来失传，一個較近期的人就會成為新的Y染色體亞當。在迅速人口增長的時代，父系分支對比人口瓶頸時較難消失。
根据最近共祖这概念的性质，在穷尽整个人群（“所有活人”）之前，估计值只能代表“不晚于的时间点”（terminus ante quem）。

## 年代估计
对Y-MRCA年代的估计的关键是人群中已知最古老的单倍群。截至2018年，这是单倍群A00（发现于2013年），根据2014–2015年公布的这一数据估算的年代在距今16至30万年间，与智人出现与早期扩散的时间相符。

### 方法
Y-MRCA不仅可能在时间上移动，具体的DNA序列、在系谱中的位置、起源地估计等等都有可能在未来被修正。 Y-MRCA的生活年代是由基于分子演化的分子钟确定的。线粒体DNA（mtDNA）很短，只有1.6万个碱基对、且突变频繁；Y染色体的序列有6000万个碱基对，且变异率较低。Y染色体单这些特点减慢了对多态性的鉴定速度，从而降低了对Y染色体变异率估算的准确性。
下列事件会改变对Y-MRCA的估计：
- 对Y染色体更大规模的采样可能发现新的单倍群，这样Y染色体单倍群就会向更久远的个体汇聚。
- 已知单倍群中发现更多的深层突变，可能使系谱要重新排列。
- 对Y染色体突变率的修订（下详）会改变对生活时间的估计。

人Y染色体在减数分裂中不会与X染色体重组，而会完整地由父亲传给儿子，不过可能在Y染色体末端的假常染区与X染色体发生重组。Y染色体会定期发生突变，会遗传给男性后代，可视作共同父系关系的标记。共享特定变异的Y染色体系谱就是Y染色体单倍型类群，一般假定其中所有Y染色体有共同的父系祖先，共祖也是第一个携带定义该突变的个体（这种假设可能是错误的，因为相同的变异可在不相关的个体发生）。以变异为分支点，可构建出Y染色体系谱，Y-MRCA位于根部。
可将突变的DNA片段回恢复到原始状态，来重建原Y染色体DNA序列。比较人类与非人灵长类（通常是黑猩猩、大猩猩等）DNA序列可以确定最可能的原始状态。一般要找到差异最大的Y染色体世系，其共祖也就是所有世系的共祖。

### 估计历史
20世纪90年代发表的早期Y-MRCA年龄估计在距今20到30万年前。 
后来被大幅下调，如Thomson et al. 2000估计约为5.9万年。
这个日期是在线粒体夏娃（母系最近共祖，距今15-20万年）之后大约8.4万年。
这也意味着Y染色体亚当的年代可能在出非洲（距今5-8万年前）后一段时间。对父系与母系血统的时间差异，一种比较流行的解释是，由于一夫多妻制，女性比男性更容易留下后代：男性个体有多个妻子时，便有效阻止了族群中其他男性繁衍后代；而一夫多妻制并不妨碍女性将染色体DNA传给后代。这种繁殖成功率差异，会使更少的雄性血统延续下来，并对突变漂移更敏感，更可能共聚到更近的共祖上。
2010年代初的研究再次向上修正了明显低于10万年的“超新”估计，到距今12-16万年，这是对单倍群A重新测序后的结果。
2013年，Francalacci et al.报告了1204名撒丁岛男性的雄性特异性单核苷酸Y染色体多态性（MSY-SNPs）的测序结果，表明由父系血统，所有人类的共同起源估计为距今18-20万年前。
同年，Poznik et al.根据对9个人群69名男性的全基因组测序，报告Y-MRCA生活在距今12-15.6万年前；同一项研究估计线粒体夏娃的年代约为距今9.9-14.8万年前。这些范围有2.8万年左右的重合，所以这研究的结果被大众媒体报道为“基因亚当与夏娃在地球上同时行走”的可能性。
2013年，Mendez et al.宣布发现了一个此前未知的单倍群——A00，导致Y染色体亚当的年代估计再次发生变化，约是距今33.8万年前（95%置信区间为237–581 kya），后来Elhaik et al.（2014）确定为距今16.39至26.02万年前（95%置信区间），Karmin et al. （2015）确定为距今19.2至30.7万年前（95%置信区间）。同一份报告指出，非洲以外的人群在接近5万年的窗口期汇聚成一群，在1万年前还有另一个瓶颈期，解释为反映了新石器时代文化变迁增加了男性生殖成功率的差异（即社会阶层分化）。

## 谱系

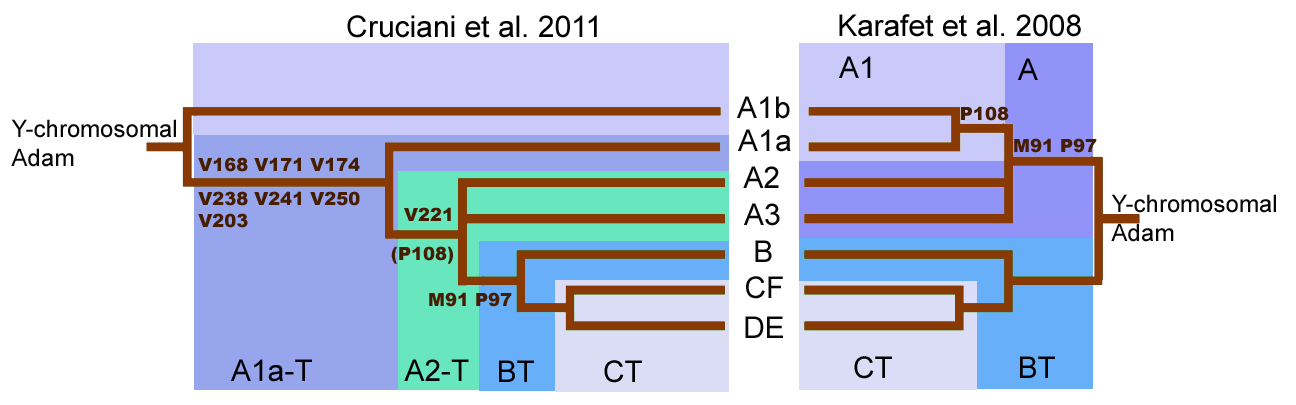
Cruciani et al. 2011修订的Y染色体谱系，与Karafet et al. 2008的结果的比较。现在已知这之外还有单倍群A00，其中A1b现在称A0，A2-T现在称A1b。

人类Y染色体的初步测序（Karafet et al., 2008）表明，两个最基本的Y染色体类群是单倍群A和单倍群BT。前者在某些采猎群体中常见，后者代表了大多数非洲Y染色体谱系和几乎所有非洲外Y染色体谱系。Y染色体亚当是它们的共祖，代表了Y染色体亚当本人和他一个儿子的世系，后者有新的SNP。
Cruciani et al. 2011确定，Y染色体谱系最深的分支在单倍群A的两亚支之间，而非A与BT之间。后来又发现的A00更在现有树之外，重排后的Y染色体谱系表明单倍群A并不是单系群，而是不具有单倍群BT标记突变的集合。
M91、P97突变将单倍群BT与单倍群A区别开来。单倍群A染色体中，M91标记由一段8T碱基组成，单倍群BT和黑猩猩染色体中，该标记是9T碱基，说明单倍群BT保留了较早的序列。单倍群A1b和A1a的M91标记都是8T，于是也属于单倍群A。
不过据Cruciani et al. 2011，M91标记附近是突变的热点区域，因此单倍群A的8T也可能是祖先状态，单倍群BT才发生了突变。这可以解释为什么单倍群A最深的分支A1b、A1a-T都是8T。另外，Cruciani et al. 2011确定，P97标记同样在单倍群A中保持祖先状态，单倍群BT则发生突变。

## 可能地理起源
由于目前对TMRCA的估计与对早期现代人解剖学年龄的估计趋于一致，且远早于迁出非洲的时间，因此地理起源仍在非洲内。
据Cruciani et al. 2011，非洲中部、西部、西北部检测到了最基本的世系，表明Y染色体亚当生活在“非洲中部-西北部”。
Scozzari et al. （2012）同意将单倍群A1b的起源置于“非洲大陆西北部”。
2013年发现的单倍群A00是在今日喀麦隆的姆博人中测出的，也符合这一情景。
2011年以来对Y染色体系统发育的修订影响对Y-MRCA的地理起源与时间深度的估计。根据同样的推理，未来在现有人群中发现未知的古单倍群也会导致这类修订。特别是，欧亚人基因组中存在1%到4%的尼安德特人基因，意味着若发现具有尼安德特血统的在世男性（可能性不大），便会立即将T-MRCA（距MRCA的时间）推到目前值的至少两倍。不过，Mendez et al发现的尼安德特人Y染色体表明尼安德特父系已灭绝，因为从尼安德特人序列推断出的血统超出了当代人类遗传变异的范围。那样，地理起源问题将成为尼安德特人进化历程问题的一部分。